# Cytaea alburna
Cytaea alburna är en spindelart som beskrevs av Eugen von Keyserling 1882. Cytaea alburna ingår i släktet Cytaea och familjen hoppspindlar. Inga underarter finns listade i Catalogue of Life.